# Белки группы polycomb
Белки группы polycomb (англ. Polycomb-group proteins, PcG) — это семейство белков, которые способны ремоделировать хроматин. Эти белки-регуляторы были впервые описаны у дрозофил, где они подавляют гомеозисные гены, контролирующие индивидуальные отличия сегментов развивающегося эмбриона.
Белки группы поликомб (PcG) представляют собой семейство эпигенетических регуляторов, которые, модифицируя гистоны, подавляют активность множества генов, отвечающих за клеточную дифференциацию.
Садясь на хроматин, чтобы вызвать локальные и глобальные изменения в хромосомной конформации, белки группы polycomb регулируют организацию их генов-мишеней в трёхмерном пространстве ядра. Влияя на 3D-архитектуру генома, они  участвуют в регуляции процессов дифференциации клеток и поддержания клеточной памяти.
Они так видоизменяют структуру хроматина, что транскрипционные факторы не могут связываться с промоторными последовательностями ДНК.

## Классификация
В организмах животных (дрозофилы, млекопитающих) и растений выявлено по меньшей мере пять типов комплексов, содержащих белки поликомб:
- ингибиторный комплекс 1 (polycomb repressive complex 1, PRC1)[11];
- ингибиторный комплекс 2 (PRC2)[12];
- ингибиторный комплекс Pho (PhoRC), содержащий ДНК-связывающие белки Pho (Pleiohomeotic) и dSfmbt (Scm-like with four mbt domains), а также, по некоторым данным, гистондеацетилазу Rpd3, шаперон гистонов NAP1, негистоновый белок HP1b, связывающий хроматин и неохарактеризованный белок CG3363[13];
- комплекс dRing (Drosophila Ring) связанных факторов (dRAF), который состоит из белков dRing/Sce (Sex combs extra), Psc (Posterior sex combs), и dKdm2 (лизин-деметилаза гистонов дрозофилы)[14][15]
- репрессорный комплекс деубиквитиназ (PR-DUB)[16].

## PcG млекопитающих
У млекопитающих найдены две основные группы, содержащие комплексы белков группы polycomb — это ингибиторные комплексы 1 и 2 (PRC1 и PRC2), гены PRC1 млекопитающих значительно схожи с соответствующими генами дрозофилы. Показано, что экспрессия генов группы polycomb имеет большое значение развитии зародыша; мыши, нокаутные по обеим копиям генов PRC2, погибают на стадии зародыша, в то время как нокауты по генам PRC1 являются гомеозисными мутантами и погибают после рождения. Повышение уровня экспрессии белков группы polycomb повышает инвазивность и коррелирует с более тяжелым развитием раковых опухолей.

### Комплекс PRC1
Комплекс PRC1 состоит из нескольких субъединиц:
- PHC1 и PHC2 (polyhomeotic) — точная функция пока не ясна.

Метилирование лизина (К)

- Семейство субъединиц CBX, которые участвуют в механизмах поддержания баланса между самообновлением и дифференцировкой стволовых клеток:[21] (субъединицы CBX2, CBX4 и CBX8 — связываются с гистоном Н3К27me3, ингибируют экспрессию гена CBX7[19], необходимого для поддержания плюрипотентного состояния клетки и таким образом способствуют дифференцировке клеток,[22][23] в свою очередь CBX7 ингибирует синтез субъединиц CBX2, CBX4 и CBX8, необходимых для дифференцировки, и таким образом поддерживает плюрипотентное состояние клетки). Белок CBX7 (а через него и весь комплекс PRC1) связывается с гистоном H3K27me3 нуклеосомы с помощью своего хромодомена. Разработаны малые молекулы, содержащие триметиллизин, способные предотвратить образование комплекса CBX7-H3K27me3.[24] Обнаружено что субъединица CBX7 необходима для сохранения мышц и поддержания жизни в организме во время диапаузы[25].
- Bmi1 (B lymphoma Mo‑MLV insertion region 1 homolog) — необходима для пролиферации стволовых клеток[26][27]. Это связано с тем, что она подавляет экспрессию белков p16Ink4a[28] и p19Arf (оба эти белка кодируются альтернативными рамками считывания локуса Ink4a/Arf, известного также как Cdkn2a), препятствующих перепрограммированию в индуцированные плюрипотентные стволовые клетки (ИПСК). Кроме того Bmi1 может замещать транскрипционные факторы Sox2, Klf4 и c- Myc при перепрограммировании фибробластов в ИПСК.[29] Предполагается, что Bmi1 контролирует работу митохондрий и образование в них реактивных форм кислорода, способных вызвать повреждения ДНК.[30] Количество Bmi1 в клетке регулируется микроРНК-141, которая, подавляет его синтез, связываясь с его мРНК в 3'-нетранслируемой области.[31] В регуляции уровня Bmi1 в клетке участвуют факторы транскрипции семейств Myc , Myb, Twist1, SALL4, E2F1 и GLI1.[32] Поскольку Bmi1 является привлекательной терапевтической мишенью для лечения различных раковых заболеваний человека и перепрограммирования клеток сердечной мышцы, была найдена малая молекула PTC-209 специфически ингибирующая Bmi1[32][33][34].
- PCGF1 (Polycomb group RING finger protein 1). В PRC1-подобном комплексе PCGF1-PRC1 субъединица PCGF1 необходима для инициации репрессии гена, опосредованной группой Polycomb, во время дифференцировки поскольку регулирует активность убиквитинлигазы RING1B, которая катализирует убиквитинирование Lys119 на гистоне H2A, что необходимо для привлечения PRC2 на CpG-островки.[35] Отсутствие PCGF1-PRC1 приводит к аберрантной экспрессии генов-мишеней[36].
- PCGF2 (Polycomb group RING finger protein 2) ортолог Bmi1. Функционально не отличается от Bmi1[37].
- PCGF6 был найден в комплексах PRC1, которые имеют H3K9-метилтрансферазу и тех, которые имеют активность H3K4-деметилаз[38]. Pcgf6 необходим для поддержания идентичности эмбриональных стволовых клеток (ЭСК). В отличие от канонической PRC1, комплексы с Pcgf6 действуют как позитивный регулятор транскрипции и связываются преимущественно с промоторами, несущими активные метки хроматина. Уровень синтеза Pcgf6 в ЭСК обычно высок и необходим для того чтобы препятствовать дифференциации, так как Pcgf6 необходим для поддержания синтеза транскипционных факторов Oct-4, Sox2 и Nanog[39].
- RYBP или его гомолог YAF2-субъединица альтернативного комплекса RYBP-PRC1,[19] который содержит RYBP, RING1B, и PCGF2/ Bmi1 и не содержит субъединиц CBX, PHC, SCM.[40] Для активации RYBP требуется подавить "созревание" микроРНК-125b, которая ингибирует RYBP. Активация RYBP приводит к RYBP-зависимому убиквитинированию H2AK119 и подавлению генов, необходимых для дифференцировки. Кроме того, RYBP требуется для посадки OCT4 на промотор Kdm2b (ген гистондеметилазы), что необходимо для успешной активации эндогенных генов плюрипотентности при перепрограммировании клеток в ИПСК[41].
- RING1 — субъединица комплекса PRC1, которая осуществляет моноубиквитинирование гистона H2A с образованием H2A K119ub. Удаление гена Ring1B приводит к потере сразу нескольких белков PRC1, в том числе RYBP, Cbx4, PCGF2 и Bmi1[42].
- SUV39H1 (histone-lysine N-methyltransferase) — этот ядерный белок во время митоза перемещается к центромерам. Он играет важную роль в организации хроматина, разделении хромосом и в механизмах митоза, функционируя как метилтрансфераза, метилирующая лизин-9 гистона H3 с образованием Н3К9me3 — метки репрессии[43].
- L3mbtl2 — член атипичного комплекса PRC1. Он имеет важное значение для раннего эмбрионального развития. Способствует пролиферации клеток и подавляет дифференциацию. Взаимодействует с факторами плюрипотентности и аналогом PRC1 содержащим G9A, Hdac1 и Ring1b.[44]

Комплекс PRC1 ингибирует экспрессию генов и переводит хроматин в компактную форму — гетерохроматин. С помощью субъединицы CBX он связывает «метку репрессии» — гистон Н3К27me3 в составе нуклеосомы. Кроме того, с помощью субъединицы Bmi1 комплекс связывает нуклеосомы через комплекс транскрипционных факторов Runx1/CBFβ независимо от метки Н3К27me3. С помощью субъединицы RING1, стимулируемой субъединицей Bmi1 или RYBP, PRC1 осуществляет моноубиквитинирование гистона H2A с образованием H2A K119ub, что приводит к компактизации хроматина. Кроме того с помощью субъединицы CBX7 он способствует связыванию длинных некодирующих РНК (lncRNA) c промоторными областями, что приводит к ингибированию соответствующих генов. CBX7 в этом случае играет роль «кепирующей» шапочки, предотвращающей деградацию lncRNA с последующей «незапланированной» активацией гена.

### Комплекс PRC2
Комплекс PRC2 вызывает репрессию транскрипции путём метилирования гистонов и негистоновых белков. Для его посадки на ген-мишень необходима метка активного хроматина Н3К4me3 (в образовании которой важную роль играют белки группы Trithorax) и специальная некодирующая РНК, связывающая субъединицу SUZ12. Существуют две различные формы PRC2, которые помимо сердцевины состоящей из EZH1/2, SUZ12, EED, а также (RBBP4/7), содержат кофакторы, это: PRC2.1 (содержащий один из поликомподобных белков PALI1/2) и PRC2.2 (содержащий AEBP2 и JARID2).  Комплекс PRC2 имеет сложную молекулярную архитектуру и состоит из нескольких субъединиц:
- Ezh1 помогает удерживать PRC2 на хроматине покоящихся клеток, в которых не идет синтез Jarid2[51].
- EZH2 (Enhancer of Zester Homolog 2) — метилтрансфераза гистонов и негистоновых белков. Ezh2 обычно присутствует в клетках, которые слабо дифференцированы и активно делятся[51]. EZH2 необходим для восстановления тканей, способствует регенеративной пролиферации прогениторных клеток. Потеря EZH2 приводит к нарушению регенерации, тогда как избыточный синтез метилтрансферазы EZH2 приводит к неопластической трансформации клетки, а мутации в её каталитическом домене приводят к лимфоме. Помочь борьбе с этими заболеваниями может GSK126, которая с высокой избирательностью ингибирует EZH2, конкурируя при этом с S-аденозил-метионином (SAM), в результате чего снижается уровень метилированных H3K27 и активируются гены-мишени, подавляемые PRC2.[52][53][54] Гистон H3 имеет несколько изоформ, одна из которых — гистон H3.3 (содержащая в позиции 31 аминокислотной последовательности треонин) присутствует только в тех местах, где гены активны, тогда как изоформа H3.1 (содержащая в позиции 31 аланин) встречается главным образом в частях генома, где нет активных генов. Это объясняется тем, что метилттрансфераза ATXR5 (Arabidopsis Trithorax-related protein 5), метилирующая лизин-27 гистона H3 (H3K27), имеет домен, который, «прочитав» треонин-31 (вместо аланина-31) в гистоне H3, ингибирует метилттрансферазную активность ATXR5. Поэтому изоформа H3.3 не может быть модифицирована меткой H3K27me1. Таким образом, участки генов, содержащих большое количество гистонов H3.3, защищены от гетерохроматизации и подавления активности во время репликации ДНК[55]
- EED (англ. embryonic ectoderm development) — субъединица комплекса PRC2, функция которой пока не вполне понятна. Предполагается что она обладает способностью связывать как с белки комплекса PRC2, так и белки комплекса PRC1. Таким образом, EED консолидирует белки комплекса PRC2 и помогает последующей посадке комплекса PRC1 на трижды метилированый локус H3K27 гена-мишени, а также повышает убиквитинлигазную активность PRC1[56]
- SUZ12 (англ. Suppressor of Zeste 12) — субъединица, связывающая короткие некодирующие РНК длиной 50-200 нуклеотидов, экспрессируемые с 5'-конца генов-мишеней polycomb в первичных T-лимфоцитах и зародышевых стволовых клетках[57]
- AEBP2 (Adipocyte Enhancer-Binding Protein) - этот белок является RBBP4/7-связывающим кофактором PRC2.2[58], регулируется промотором, расположенным на ретротранспозоне, который имеет необычный характер  метилирования ДНК[59]. Предполагается, что именно благодаря регуляции субъединицей AEBP2 PRC2 предпочтительно связывает метилированную ДНК при подавлении транскрипции на хроматине[60]. Эта субъединица понижает активность метилирования и соответственно уровень гистона H3K27me3[61]
- Jarid2 (англ. jumonji, AT rich interactive domain 2) — деметилаза гистонов, один из ключевых эпигенетических регуляторов процессов развития. Jarid2, также как и Ezh2 обычно присутствует в клетках, которые слабо дифференцированы и активно делятся[51], функционирует как транскрипционный репрессор генов-мишеней. Предполагается что JARID2 взаимодействует с некодирующими РНК (lncRNA) и комплексом PRC2 и таким образом регулирует связывание PRC2 с хроматином[62][63]. Синтез Jarid2 значительно повышен в ЭСК по сравнению с дифференцированными клетками. Нокдаун этой субъединицы приводит к активации генов, связанных с дифференцировкой клетки и существенно снижает возможность перепрограммирования фибробластов в ИПСК.[64]
- Mtf2 (англ. metal response element binding transcription factor 2) известен также как PCL2 (англ. polycomb-like 2). Нокдаун гена этой субъединицы приводит к активации генов, связанных с дифференцировкой клетки, и существенно снижает возможность перепрограммирования фибробластов в ИПСК[65]
- esPRC2p48 — экспрессируется в эмбриональных стволовых клетках мыши на более высоком уровне, чем в дифференцированных клетках. Коэкспрессия генов JARID2, MTF2, и esPRC2p48 усиливает Oct4/Sox2/Klf4-опосредованное репрограммирование эмбриональных фибробластов мыши в индуцированные плюрипотентные стволовые клетки.
- Mdm2 (англ. Mouse double minute 2 homolog), физически связываясь с EZH2 на хроматине, поддерживает Polycomb-опосредованную репрессию ряда генов, способствуя повышению триметилирования гистона 3 по лизину 27 и убиквитинирования гистона 2А на лизине 119 (H2AK119). Удаление или инактивация MDM2 одновременно с H2AK119 E3 лигазой Ring1B / RNF2 останавливает пролиферацию клеток, независимо от р53[66] Митогенная роль MDM2 необходима для заживления ран при повреждении тканей. Вместе с тем MDM2 способствует воспалению тканей[67].
- PALI1 и PALI2 соответственно именуемые  (англ. PRC2 associated LCOR 1) и (англ. PRC2 associated LCORL 2), белки которые присутствуют только у позвоночных животных и не встречается у беспозвоночных животных или растений. Они также отсутствуют в PRC2 комплексах содержащих AEBP2. Повышают активность метилирования и уровень гистона H3K27me3[61]
- ASXL1 (англ. Addition of sex combs-like 1), физически взаимодействует с членами PRC2 и необходим для его посадки на ДНК хроматина. Потеря или мутация ASXL1 в гемопоэтических клетках связана с глобальной потерей H3K27me3 по всему геному  и в частности на локусе HOXA, что приводит к распространению мутантных клонов, а также способствует трансформации в миелоидные клетки[68][69].

### Длинные и короткие некодирующие РНК (lncRNA и miRNA)
Длинные некодирующие РНК (lncRNA) взаимодействуют с хроматином и ингибируют транскрипцию соответствующих генов, помогают комплексам PRC2 и PRC1 выбрать ген-мишень. Обнаружено, что для lncRNA гораздо больше выражена тканевая специфичность по сравнению с кодирующими РНК, что делает их привлекательными диагностическими маркерами.
- Kcnq1ot1 — взаимодействует с PRC2 и PRC1, ингибирует кластер Kcnq1.[75]
- Xist — взаимодействует с PRC2, участвует в модификации гистонов Х-хромосомы[76][77] В ходе инактивации Х-хромосомы продукт Xist распределяется по эухроматиновым участкам на вблизи теломер Х-хромосомы согласно их трехмерной структуре, но не нуклеотидной последовательности[78][79][80].  Для того чтобы Xist взаимодействовала с PRC2 и посадила его на Х-хромосому необходимы белки SHARP (SMRT and HDAC associated repressor protein), который взаимодействует с SMRT корепрессором[81] и Гистондеацетилаза 3 HDAC3[82][83].
- HOTAIR — взаимодействует с PRC2 и ингибирует локус НОХ[84][85].
- ANRIL (Antisense Non-coding RNA in the INK4 Locus) — взаимодействует с PRC1 и PRC2. Вызывает ингибирование комплексом PRC1 локуса INK4b/ARF/INK4a, ответственного за подавление опухолевого роста путём активации старения клетки[86] Обнаружено, что ANRIL ускоряет развитие атеросклероза и поэтому является биомаркером и фактором риска ишемической болезни сердца.[87]
- Gtl2 (Meg3) является lncRNA, регулирующей импринтинг в локусе Dlk1-Dio3.[88] Она непосредственно связывается с PRC2. Нокдаун Gtl2 в эмбриональных стволовых клетках мыши приводит к снижению содержания Ezh2 на промоторе Dlk1 и активации экспрессии Dlk1[89]. ИПСК, у которых синтез Gtl2 подавлен, не способны к нормальной дифференцировке, о чём свидетельствует их неспособность дать начало химерным мышам и мышам, состоящим только из ИПСК[90]
- Fendrr играет важную роль в регуляторных сетях, контролирующих образование мезодермы. Она участвует в эпигенетической модификации генных промоторов. Связываясь с комплексм PRC2, она действует как модулятор хроматина, изменяющий активность соответствующих генов. В эмбрионах, у которых не хватает Fendrr, нарушается развитие стенок сердца, которое связано с резким сокращением числа PRC2 и уменьшением триметилирования H3K27 на промоторных участках.[91]
- Pint (p53-индуцированный некодирующий транскрипт) — длинная межгенная некодирующая РНК (lincRNA), регулируемая p53. Pint способствует пролиферации и выживанию клеток путём регуляции экспрессии генов путей TGF-бета, МАРК и р53. Pint является ядерной lincRNA, которая непосредственно взаимодействует с PRC2 и требуется для адресной доставки PRC2 на конкретные гены для три-метилирования H3K27, вызывающего их репрессию. Pint участвует в механизме негативной ауторегуляции p53, где lincRNA соединяет активацию р53 с эпигенетической  репрессией, вызванной  PRC2[92].
- lncRNA H19/miR-675 способна активировать пролиферацию клеток, подавляя синтез транскрипционного фактора RUNX1[93], а также связываясь с промотором поликомб белка EZH2[94]. Кроме того она, связывает как молекулярная губка микроРНК lethal-7 (let-7)[95], которая играет важную роль в синтезе EZH2[15] и, взаимодействуя с белком MBD1 (methyl-CpG-binding domain protein 1), участвует в поддержании репрессивных H3K9me3-гистоновых меток, необходимых для подавления сети импринтинга генов[96], что в свою очередь необходимо для контроля за уровнем экспрессии факторов роста у эмбрионов. H19 в изобилии синтезируется в эмбриональных тканях, но строго подавляется после рождения. Существенная транскрипция её сохраняется только в скелетных мышцах, где она необходима для дифференцировки сателлитных клеток в зрелые мышечные клетки и регенерации[97] .
- lncRNA FAL1 (focally amplified on chromosome 1) — онкогенная РНК, регулирующая стабильность Bmi1, что приводит к изменению транскрипции ряда генов, в том числе к ингибированию CDKN1A/p21. Репрессия синтеза FAL1 препятствует росту опухолей, но активирует старение[98]
- lncRNA MIR31HG взаимодействует с белками  группы Polycomb  и вместе с ними участвует в  репрессии локуса INK4A в механизме, активирующем старение при онкогенезе - важном механизме подавления роста опухолей[99].
- TERRA - взаимодействует с SUZ12 комплекса PRC2 для установления и поддержания хроматина теломер в виде гетерохроматина[100][101]. Предполагается что опосредованная TERRA посадка поликомб комплекса на гены плюрипотентности и дифференцировки регулируется компонентом комплекса шелтерин TRF1 (Telomere Repeat Binding Factor 1)[102]

Смотри также обзор

### Факторы транскрипции
- Транскрипционный фактор REST, известный также как NRSF (neuron-restrictive silencer factor) — ингибирует связывание PRC1 и PRC2 с участками вблизи промотора и, связываясь с субъединицей CBX, способствует независимой от метки Н3К27me3 посадке PRC1 на участки, отдаленные от промотора[104]. REST сильно коррелирует с увеличением продолжительности жизни. Уровни REST были самыми высокими в мозгах людей, которые дожили до 90 — 100 лет и при этом не заболели деменцией[105].
- Runx1/CBFβ (runt-related transcription factor 1/Core-binding factor subunit beta) - может взаимодействовать с SUV39H1 и с субъединицей Bmi1 комплекса PRC1.[106] Runx1 является фактором транскрипции, регулирующим дифференциацию гемопоэтических стволовых клеток в зрелые клетки крови. Белки Runx образуют гетеродимерный комплекс с CBFβ , что увеличивает стабильность его связи с ДНК.
- Транскрипционный фактор YY1 (Yin and Yang 1)[107] — совместно с Id1 подавляет синтез белка p16, предотвращая таким образом клеточное старение.[108] Он необходим для посадки RYBP-PRC1 на промотор.

### Схема эпигенетической регуляции комплексами PRC2 и PRC1

Схема эпигенетической регуляции комплексами PRC2 и PRC1. Сокращения: лизин (К), серин (S), фосфат (p), ацетат (ac), метил (me).

Для того чтобы комплекс PRC2 точно попал на необходимый участок гена-мишени, он должен связаться с короткой некодирующей РНК, которая транскрибируется с 5′-конца гена-мишени, подлежащего репрессии. Помогает посадке комплекса PRC2 на сайты, подлежащие репрессии, очевидно также РНК-связывающий белок RBFox2, поскольку его инактивация приводит к дерепрессии генов. Транскрипцию этой РНК осуществляет РНК-полимераза II- S5p с промотора гена, активированного меткой H3K4me3. Только после того как PRC2 свяжется с этой РНК с помощью его субьединицы SUZ12, он становится способен метилировать лизин 27 гистона Н3 в составе нуклеосомы, контролирующей ген-мишень. Однако для этого лизин 27 предварительно должен быть деацетилирован комплексом NuRD. После того как PRC2 с помощью своей субьединицы EZH2 осуществляет тройное метилирование гистона Н3 с образованием H3K27me3, в действие вступает PRC1, который связывается с нуклеосомой либо через «метку репрессии» — H3K27me3, которую узнает его субъединица CBX, либо через один из транскрипционных факторов (REST, YY1 или Runx1/CBFβ). Далее PRC1 закрепляет ингибирование гена, проводя посадку убиквитина на лизин 119 гистона H2A (H2A K119ub).
Тот факт, что установка меток H3K27me3 обычно происходит в промежуток клеточного цикла, предшествующий репликации ДНК, позволяет предположить, что модификации гистонов белками Поликомб играют важную роль в сохранении эпигенетической памяти во время деления клетки
Показано, что сами по себе изменения в транскрипционной активности могут регулировать модификацию H3K27me3 гистонов. Отмены транскрипции, вызванной удалением сайта начала транскрипции, достаточно, чтобы вызвать накопление H3K27me3. С другой стороны, принудительной активации транскрипции с помощью искусственного dCas9-активатора достаточно, чтобы удалить метку H3K27me3.
Опосредованное комплексом PRC2 триметилирование лизина 27 в гистоне H3 и связанное с ним ингибирование ряда генов являются необходимым условием перепрограммирования соматических клеток в ИПСК
Помимо триметилирования H3K27 для подавления транскрипции и ацетилирования H3K27 для активации транскрипции, есть ещё кротонилирование H3K27, которое подавляет транскрипцию под воздействием ферментного комплекса, активируемого протоонкогенным фактором транскрипции Myc.

### Бивалентные участки хроматина
Внимание многих исследователей привлекают гены, называемые бивалентными, потому что они имеют как маркеры репрессии (H3K27me3), так и маркеры активации (H3K4me3), выполняющие роль аллостерических регуляторов. Ферментом, который катализирует H3K4-триметилирование на бивалентных промоторах генов, регулирующих развитие, таких как гены Hox из эмбриональных стволовых клеток, является член семейства COMPASS, называемый Mll2 (KMT2b). Маркер H3K4me3 нужен для транскрипционной активности РНК-полимеразы II — S5p, синтезирующей короткую некодирующую РНК, необходимую при посадке PRC2, тогда как H3K27me3 необходим для связывания CBX-белков комплекса PRC1. Бивалентные участки хроматина присутствуют у эмбрионов начиная со стадии 8 клеток вплоть до стадии бластоцисты, при которой клетки подразделяются на две популяции: внутренние клетки, из которых образуются эмбриональные стволовые клетки и поверхностный слой эмбриона (трофобласт). Набор генов клеток поверхностного слоя все ещё содержит бивалентные гены, однако на этих участках уже нет PRC1, хотя все ещё есть PRC2. Ключевую роль в этих клетках уже выполняют Suv39h1, которая катализирует в бивалентных генах триметилирование лизина 9 в гистоне H3 (H3K9me3) и комплекс G9a/GLP, который выполняет ту же функцию но с участием комплекса PRC2. Метка H3K9me3 препятствует перепрограммированию соматических клеток в индуцированные стволовые клетки, так как мешает посадке белковых репрограммирующих факторов плюрипотенции (Oct4, Sox2, Klf4, и c-Myc) на гены мишени. Инактивация ферментов, которые вызывают эту метку, значительно увеличивает темпы перепрограммирования. Обнаружено, что два типа маркеров репрессии — модификации H3K9me2 и H3K27me3 — являются взаимоисключающими. В процессе дифференцировки эмбриональных стволовых клеток бивалентные гены исчезают, оставаясь только в менее дифференцированных клетках, таких как взрослые стволовые клетки, кроветворные (гемопоэтические) клетки и сателлитные (прогениторные) клетки организма. Однако они возникают при пролиферации клеток вследствие регенерации или опухолевого роста.
При перепрограммировании соматических клеток в ИПСК локус Ink4a/Arf эпигенетически преобразуется в «молчащую» бивалентную форму с маркерами H3K27me3 и H3K4me3, что приводит к репрессии локуса Ink4a/Arf, который кодирует такие ингибиторы киназы клеточного цикла (CDK) как p16INK4A и p19Arf.  Прямо противоположный процесс наблюдается при индуцированном онкогеном RAF1 старении, когда киназа MSK1 (mitogen- and stress-activated kinase 1) осуществляет фосфорилирование серина 28 в гистоне H3K27me3, что вызывает удаление репрессорных комплексов PRC1/2 и активирует экспрессию локуса Ink4ab/Arf, приводящую к старению клетки.

### Роль в импринтинге
Геномный импринтинг - это эпигенетический феномен, при котором гены у потомства экспрессируются моноаллельно в зависимости от того кому из родителей (отцу или матери) они принадлежали до оплодотворения. Метка H3K27me3 проставляемая комплексом PRC2 как выяснилось играет важную роль в механизмах импринтинга  В частности, потеря H3K27me3-опосредованного импринтинга понижает эффективность клонирования животных и способствует дефектам развития, наблюдаемым у клонированных эмбрионов. Поэтому исправление H3K27me3-опосредованного импринтинга может значительно повысить эффективность клонирования.

### Роль поликомб репрессорных комплексов в развитии и старении
На сайтах-мишенях белков SUZ12 и EED (входящих в состав репрессирующего комплекса PRC2) и на доменах бивалентного хроматина, которые контролируют экспрессию таких гомеозисных генов как HOX и PAX и другие онтогенетические гены позвоночных, как оказалось, расположены гены содержащие гиперметилированные возрастные CpG-сайты. Поэтому, и модификация H3K27me3 в нуклеосомах, и регуляция метилирования генов на промоторах, участвующих в развитии и старении могут представлять собой единый ключевой механизм роста и старения, отображаемый формулами универсальных эпигенетических часов для вычисления биологического возраста. В частности данные ChIP-seq, полученные по семи меткам гистонов (трех, H3K4me3, H3K27ac и H3K9ac связаных с эухроматином; ещё двух, H3K9me3 и H3K27me3 связаных с гетерохроматином; одной, H3K36me3, связаной с элонгацией транскрипции и гетерохроматином; а также ещё одной, H3K4me1, связанной с энхансерами), могут быть использованы в качестве основы для разработки высокоточных предикторов возраста.
Поскольку обычно связанные с PRC2 низкометилированные области, называемые LMR (low-methylated regions), с возрастом все больше и больше приобретают метилирование (это эпигенетическое изменение составляет около 90% возрастного прироста метилированной ДНК в масштабе всего генома) предложено использовать среднее значение метилированной ДНК в LMR PRC2, в качестве универсального биомаркера клеточного старения в соматических клетках, названного «PRC2-AgeIndex».